# 番城街道
番城街道是位于中华人民共和国河南省信阳市固始县中部的一个街道，与固始县产业集聚区实行一个机构，两块牌子。原为城郊乡的一部分，2012年原城郊乡一分为二，北半部分挂牌成立番城街道。

## 行政区划
番城街道现辖：
詹大塘、汪庙、六里棚、香樟苑、湖畔春天、大棚、瓦坊、陈庙、仁里、东庙、周集、关庙、淮堰、学堂、仰庙、十里井、大寨、陈圩、凤凰园等19个社区居委会。